# Renald II de Clermont
Renald II de Clermont (~1075 - ~ 1152) va ser comte de Clermont-en-Beauvaisis a partir de 1101.
Era fill d'Hug I de Clermont, i de Margarida de Roucy. Casat en primeres noces vers el 1104 amb Adelaida de Vermandois (vers 1062 † 1122), comtessa de Vermandois i de Valois, filla d'Heribert IV de Vermandois, comte de Vermandois, i d'Adelaida de Valois (o Alix de Valois), comtessa de Valois. Alix/Adelaida era vídua d'Hug el Gran, comte de Vermandois i germà del rei Felip I de França. D'aquest matrimoni van néixer:
- Margarida de Clermont (vers 1105 -després 1145), casada en primeres noces, abans de 1119, amb Carles el Bo (vers 1083 -1127), comte de Flandes, després en segones noces, vers el 1128, amb Hug II de Campdavaine, Comte de Saint-Pol, i finalment en tercer i darrer matrimoni amb Balduí d'Encre.
- Raül, citat el 1119

El 1118 el comtat d'Amiens que la corona francesa havia confiscat a la família de Boves, fou cedit a Adelaida de Vermandois i durant uns mesos el va administrar juntament amb el seu marit Renald II. Adelaida va morir pocs mesos després.
Els historiadors consideren que Renald va tenir una segona esposa de la qual la història no ha retingut el nom. En efecte, entre la mort d'Adelaida i el seu tercer matrimoni amb Clemència, van passar sis anys. Sabent que el comte no tenia en aquesta època més que una sola noia, sembla improbable que hagi esperat sis anys abans de casar-se de nou i de tenir un hereu. D'aquest segon matrimoni van néixer:
- Raül I (mort el 1191), comte de Clermont
- Simó (mort després de 1189), senyor de Nesle i d'Ailly-sur-Noye, fundador del casal de Clermont-Nesle
- Esteve
- Matilde (mort el 1200), casada al comte Alberic III de Dammartin (1155 -1200), senyor de Lillebonne.

Vídu, es va casar per tercer cop, el 1129, amb Clemència de Bar (1112 -després de 1182), filla de Renald I el Borni, comte de Bar, i de Gisela de Vaudémont. D'aquest tercer matrimoni van néixer:
- Renald
- Hug (mort el 28-5-1200), abat de Creil el 1176, canonge a Toul després ardiaca a Ligny el 1186.
- Guiu, citat el 1186
- Gautier
- Marggarida, casada el 1152 amb Guiu III «el Boteller» de Senlis (mort 1188).
- Constància, casada amb Roger de La Tournelle.

Va morir el 1152 i el va succeir el seu fill Raül I de Clermont.